# سالی براون
سالی براون (انگلیسی: Sally Brown) یک شخصیت خیالی در کمیک استریپ بادام زمینی‌ها اثر چارلز شولتس است. او خواهر کوچکتر شخصیت اصلی چارلی براون است. او برای اولین‌بار در مه سال ۱۹۵۹ و قبل از اولین حضور او در اوت ۱۹۵۹ نام برده شد. کتی استاینبرگ اولین کسی بود که در سال ۱۹۶۵ صداپیشگی سالی را برای برنامه ویژهٔ سی‌بی‌اس، کریسمس چارلی براون انجام داد. وی در آن زمان شش ساله بود.